# Alien Sex Fiend
Az Alien Sex Fiend nevű brit gótikus rock/deathrock/indusztriális zene/post-punk együttes 1982-ben alakult meg Londonban.
Lemezeiket az Anagram Records, 13th Moon Records, Flicknife Records kiadók dobják piacra. 
A nyolcvanas-kilencvenes években szinte kultusz státusza volt a zenekarnak a gótikus rock és hasonló műfajok rajongói körében. 1982-ben alakultak meg egy Batcave nevű klubban, itt dolgozott Nik Fiend. Hangzásvilágukat leginkább a sötétség és az elektronika kombinációjaként lehet leírni. A népszerű zenészt, Glenn Danzig-et is az ASF ihlette meg, hiszen az ő hatásukra hozta létre hasonló jellegű zenekarát, Samhain néven. 
Az ASF mellett a tagok egyéb együttesekben is játszanak, pl.: Dog Food, United States of Mind (jelenleg UGX néven tevékenykednek), Vince Ripper and the Rodent Show (Fink jelenlegi zenei társulata, amelynek második tagja Vince "Ripper" Cornwall). Alien Sex Fiend és The Cramps feldolgozásokat játszanak, és két stúdióalbumot jelentettek meg. 

## Tagok
- Nik Fiend - ének
- Mrs. Fiend - billentyűk

Volt tagok: 
- Yaxi Highrizer - gitár
- Johnny Ha-Ha - dobok
- Doc Milton - billentyűk
- Rat Fink Jr. - gitár

## Diszkográfia
- Who's Been Sleeping in My Brain (1983)
- Acid Bath (1984)
- Maximum Security (1985)
- "It" the Album (1986)
- Here Cum Germs (1987)
- Another Planet (1988)
- Curse (1990)
- Open Head Surgery (1992)
- Inferno (1994)
- Nocturnal Emissions (1997)
- Information Overload (2004)
- Death Trip (2010)
- Possessed (2018)

## Egyéb kiadványok

### EP-k
- The Impossible Mission Mini-LP (1987)
- Inferno: The Mixes (1995)

### Koncertalbumok
- Turn the Monitors Up (1984)
- Liquid Head in Tokyo (1985)
- Too Much Acid? (1989)
- The Altered States of America (1993)
- Flashbacks! (Live 1995-1998) (2001)
- Zombified (2002)

### Videóalbumok
- A Purple Glistener (1984)
- Liquid Head in Tokyo (1985)
- Edit (1987)
- Over-Dose (1988)
- Re-Animated - The Promo Collection (1994)
- The Making of Inferno - The Odyssey Continues (1994)
- Edit Overdose! (2003)
- A Purple Glistener + Liquid Head in Tokyo (2005)